# Маслова, Анна Васильевна
А́нна Васи́льевна Ма́слова (20 октября 1934, Кучки, Средневолжский край — 20 октября 2024) — советская электромонтажница. Депутат Совета Союза Верховного Совета СССР 10-11 созывов (1979—1989) от Пензенской области.

## Биография
Родилась в 1934 году в с. Кучки (ныне — Пензенского района Пензенской области).
Окончила техническое училище № 4. С 1956 по 1989 годы работала электромонтажницей на заводе ВЭМ, освоила многие смежные профессии. Являлась шефом-наставником, занималась воспитанием молодых рабочих.
Скончалась 20 октября 2024 года, в день своего 90-летия в результате наезда автомобиля. Похоронена на Аллее славы на Новозападном кладбище.

## Награды и звания
- Два ордена Трудового Красного Знамени
- Медали
- Почётный гражданин Пензы (1985)
- Почетный знак Законодательного Собрания Пензенской области (2014)